# 루아 베르멜랴
《루아 베르멜랴》(포르투갈어: Lua Vermelha)는 2010년 방영된 포르투갈의 텔레노벨라이다.